# Liolaemus uniformis
Liolaemus uniformis — вид ігуаноподібних ящірок родини Liolaemidae. Ендемік Чилі.

## Поширення і екологія
Liolaemus uniformis відомі з типової місцевості, розташованої на західному березі озера Лагуна-Чепікаль в провінції Сан-Феліпе-де-Аконкагуа, регіоні Вальпараїсо.